# Oliver Jovanović
Oliver Jovanović (Zaječar, 16. novembar 1967) srpski je pisac, slikar i dizajner.

## Biografija
Završio je školu primenjenih umetnosti u Nišu (prva samostalna izložba održana 1995). Učestvovao je u ratu 1991. godine. Ima dva sina Vuka i Krsmana. Živi i stvara u Zaječaru.
Od 1996. godine objavio jedanaest knjiga sa različitom tematikom od poezije do kratkih priča:
Više tekstova objavio ili objavljuje u štampi, posebno u časopisu za popularizaciju nauke „Galaksija“, književnom listu „Razvitak“ i „Reč i misao“ niškoj „Gradini“,kao i na sajtu časopisa „Astronomski magazin“ sajtu art-anima.com i balkanwriters.com.

## Dela
- Hajka (prvo klasično izdanje „Kulturno prosvetna zajednica“ opštine Zaječar, 1996. godine; prvo elektronsko izdanje – „Balkanski književni glasnik“ 2008),
- 1991 - Moje viđenje rata (1997),[2]
- Zid (1998),
- Anatomija zločina (1999),
- Žena na točku (2002),
- (2002),
- Moja borba (2002) u klasičnom obliku i kao multimedijalno izdanje (2005),
- Noćna kretanja (2003),
- Čovek, osnovno oruđe – upotreba, namena i održavanje (2007)
- Grotlo (Tardis, Beograd,2010).[3]
- Votum (Centar za kulturu opštine Zaječar, 2014).[4]